# Wojna (grupa artystyczna)
Wojna (ros. Война, Wojna) – rosyjska grupa akcjonistyczna, powstała w 2007 roku, której liderami są Oleg Worotnikow i Leonid Nikołajew. Artyści poprzez swoją sztukę krytykują postawy konsumpcyjne (np. kradzież jedzenia w sklepach) oraz stosunki społeczne w Rosji. Organizują także akcje, które mają na celu wyrażenie protestu wobec działań rządowych.

## Twórczość

### Jebcie się za  Niedźwiadka!
Akcja Jebcie się za  Niedźwiadka! (ros. Ебись за наследника Медвежонка!) odbyła się 29 lutego 2008 roku w Moskwie, w Państwowym Muzeum Biologicznym im. K. A. Timirjazewa. Polegała ona na uprawianiu seksu grupowego przez pięć par w jednym z działów muzeum i miała miejsce w przeddzień wyboru Dmitrija Miedwiediewa na prezydenta Rosji. Akcja mająca w zamierzeniu stanowić portret przedwyborczej Rosji spotkała się z represjami władz, jednemu z jej uczestników postawiono zarzut rozpowszechniania pornografii.

### Chuj w niewoli FSB
Chuj w niewoli FSB (ros. Хуй в ПЛЕНу ФСБ) jest dziełem o długości 65 metrów i szerokości 27 metrów. Zostało namalowane w 2010 roku na zwodzonym Moście Litiejnym w Petersburgu naprzeciw siedziby Federalnej Służby Bezpieczeństwa. Członkowie grupy zrealizowali pomysł w ciągu 23 sekund. W miarę unoszenia mostu członek ulegał „artystycznej erekcji”. Działanie to można było żartobliwie interpretować jako ludowo-patriotyczną akcję, wzywającą do utwierdzenia mocy niepokonanego fallusa rosyjskiego, przed którym winne ukorzyć się małe narody świata. Instalacja została szybko zlikwidowana przez funkcjonariuszy służb mundurowych.

### Przewrót Pałacowy
Akcja Przewrót Pałacowy (ros. Дворцовый переворот) odbyła się w Petersburgu 16 września 2010. W ramach akcji aktywiści grupy przewrócili kilka milicyjnych samochodów, za co 15 listopada 2010 zostali aresztowani i obwinieni o chuligaństwo.

## Nagrody
Za Chuj w niewoli FSB Grupa Wojna w 2011 roku została laureatem ogólnorosyjskiego konkursu z dziedziny sztuki współczesnej Innowacja i otrzymała dyplom państwowy i premię 400 tys. rubli rosyjskich (około 40 tys. zł.). Artyści nie uczestniczyli w ceremonii wręczenia trofeum, a całą sumę przeznaczyli na rzecz represjonowanych w Rosji działaczy kultury. Na krótko przed ogłoszeniem wyników liderzy grupy zostali zwolnieni z aresztu za Przewrót pałacowy. Tuż po opuszczeniu aresztu zostali pobici przez nieznanych sprawców. Wcześniej w ich obronie stawał m.in. Banksy. W trakcie trwania konkursu próbowano złagodzić i przeinaczyć tytuł dzieła na Chuj w niewoli u KGB (a więc innej, historycznej służby specjalnej), ale ostatecznie do tego nie doszło.